# Marsanne blanche
Marsanne blanche (meistens nur kurz Marsanne genannt) ist eine Weißweinsorte aus dem nördlichen Rhônetal. Dort findet sie – häufig zusammen mit Roussanne oder Viognier – im weißen Hermitage sowie in den Weißweinen von Saint-Joseph, Coteaux du Tricastin, Côtes du Rhône, Côtes du Rhône Villages, Côtes du Vivarais und Crozes-Hermitage Verwendung. Eingang findet sie auch in den Weinen der AOC-Weine  von Corbières, Costières de Nîmes, Coteaux du Languedoc, Faugères, Minervois und Saint-Chinian sowie von Cassis. Im Jahr 2007 betrug die bestockte Rebfläche in Frankreich 1.326 Hektar. Louis Levadoux, ein französischer  Ampelograph ordnete Marsanne der Rebsortenfamilie „famille des Sérines“ zu, der auch die Sorten Syrah, Mondeuse, Viognier, Altesse oder Roussanne angehören. Demnach käme die Sorte aus dem Südosten Frankreichs.
Weitere Anbaugebiete sind seit 1860 Australien (Victoria) und das Schweizer Rhonetal. Im Schweizer Kanton Wallis wird die Rebsorte Ermitage genannt und ist ein Walliser AOC-zertifizierter Wein. Der Begriff «Ermitage» zusammen mit der Bezeichnung «AOC Wallis» gilt als «Ermitage du Valais».
Benannt ist die Rebsorte nach der Ortschaft Marsanne im französischen Département Drôme. Die weltweite Verbreitung wird auf fast 2.000 Hektar geschätzt. Der aus der Marsanne blanche gekelterte Wein ist meistens voll und mild, ihr Alterungspotenzial ist jedoch begrenzt und erreicht nicht dasjenige der Roussanne.
Siehe auch Weinbau in Frankreich, Weinbau in Australien (212 Hektar, Stand 2008), Weinbau in der Schweiz (47 Hektar, Stand 2007) und Weinbau in den Vereinigten Staaten sowie die Liste von Rebsorten.

## Ampelographische Sortenmerkmale
In der Ampelographie wird der Habitus folgendermaßen beschrieben:
- Die Triebspitze ist stark weißwollig behaart, mit karminrotem Anflug. Die Jungblätter sind leicht behaart und gefleckt kupferfarben.
- Die großen und dicken Blätter sind fünflappig und tief gebuchtet. Die Stielbucht ist geschlossen, wobei sich die Enden überlappen. Das Blatt ist stumpf gezähnt. Die Zähne sind im Vergleich der Rebsorten sehr weit gesetzt. Die Blattoberfläche (auch Spreite genannt) ist blasig derb.
- Die konusförmige Traube ist  mittelgroß bis groß, geschultert  und lockerbeerig. Die rundlichen saftigen Beeren sind klein bis mittelgroß und von gold-weißer Farbe.

Die Rebsorte Marsanne treibt spät aus und reift ca. 20 Tage nach dem Gutedel: Sie zählt daher zu den mittelspätreifenden Sorten. Sie wird häufig vom Falschen Mehltau und von der Grauschimmelfäule befallen. Gegen den Echten Mehltau ist sie recht resistent. Marsanne ist eine Varietät der Edlen Weinrebe (Vitis vinifera). Sie besitzt zwittrige Blüten und ist somit selbstfruchtend. Beim Weinbau wird der ökonomische Nachteil vermieden, keinen Ertrag liefernde, männliche Pflanzen anbauen zu müssen.

## Synonyme
Die Sorte Marsanne ist auch unter den Namen avilleran, avilleron, Champagne Piacentina, ermitage, ermitage blanc, Ermitazh (Эрмитаж), Hermitage, Marsan Belyi (Марсан белый), marsanne, Marzanne, Metternich, rousseau, roussette de Saint-Péray, grosse roussette, und White Hermitage bekannt.